# Liga Leumit 1955-1956
La Liga Leumit 1955-1956 è stata la 16ª edizione della massima serie del campionato israeliano di calcio.
Presero parte al torneo 12 squadre, dopo la riduzione, decisa dall'IFA nella stagione precedente.
Venne confermata la formula del girone all'italiana con partite di andata e ritorno. Per ogni vittoria si assegnavano due punti e per il pareggio un punto.
In vista di un'ulteriore riduzione del numero delle partecipanti a 10, a partire dalla stagione successiva, furono previsti le retrocessioni in Liga Alef delle ultime due classificate della massima serie e uno spareggio tra la terz'ultima classificata della stessa e la prima classificata della seconda divisione.
La vittoria arrise al Maccabi Tel Aviv (ottavo titolo).
Capocannonieri del torneo furono Avraham Levi e Michael Michaelov del Beitar Tel Aviv, ciascuno autore di 16 goal.

## Squadre partecipanti
| Club                | Città       |
| ------------------- | ----------- |
| Beitar Tel Aviv     | Tel Aviv    |
| Hapoel Haifa        | Haifa       |
| Hapoel Kfar Saba    | Kfar Saba   |
| Hapoel Petah Tiqwa  | Petah Tiqwa |
| Hapoel Ramat Gan    | Ramat Gan   |
| Hapoel Tel Aviv     | Tel Aviv    |
| Maccabi Giaffa      | Giaffa      |
| Maccabi Haifa       | Haifa       |
| Maccabi Netanya     | Netanya     |
| Maccabi Petah Tiqwa | Petah Tiqwa |
| Maccabi Rehovot     | Rehovot     |
| Maccabi Tel Aviv    | Tel Aviv    |

## Classifica finale
|                     | Pos. | Squadra             | Pt | G  | V  | N | P  | GF | GS | DR  |
| ------------------- | ---- | ------------------- | -- | -- | -- | - | -- | -- | -- | --- |
| Campione di Israele | 1.   | Maccabi Tel Aviv    | 32 | 22 | 13 | 6 | 3  | 47 | 16 | +31 |
|                     | 2.   | Hapoel Petah Tiqwa  | 29 | 22 | 12 | 5 | 5  | 54 | 28 | +26 |
|                     | 3.   | Hapoel Tel Aviv     | 29 | 22 | 12 | 5 | 5  | 49 | 29 | +20 |
|                     | 4.   | Maccabi Petah Tiqwa | 27 | 22 | 10 | 7 | 5  | 47 | 34 | +13 |
|                     | 5.   | Maccabi Haifa       | 25 | 22 | 11 | 3 | 8  | 51 | 29 | +22 |
|                     | 6.   | Hapoel Haifa        | 22 | 22 | 9  | 4 | 9  | 32 | 39 | -7  |
|                     | 7.   | Beitar Tel Aviv     | 20 | 22 | 10 | 0 | 12 | 42 | 44 | -2  |
|                     | 8.   | Maccabi Netanya     | 20 | 22 | 9  | 2 | 11 | 31 | 44 | -13 |
|                     | 9.   | Hapoel Ramat Gan    | 18 | 22 | 9  | 0 | 13 | 28 | 42 | -14 |
|                     | 10.  | Maccabi Giaffa      | 17 | 22 | 6  | 5 | 11 | 39 | 48 | -9  |
|                     | 11.  | Maccabi Rehovot     | 13 | 22 | 6  | 1 | 15 | 25 | 64 | -39 |
|                     | 12.  | Hapoel Kfar Saba    | 12 | 22 | 3  | 6 | 13 | 20 | 48 | -28 |

## Spareggio promozione-retrocessione

### Andata
|  | Maccabi Giaffa | 1 – 0 | Hakoah Tel Aviv |  |

### Ritorno
|  | Hakoah Tel Aviv | 1 – 3 | Maccabi Giaffa |  |

## Verdetti
- Maccabi Tel Aviv campione di Israele 1955-1956
- Maccabi Rehovot e Hapoel Kfar Saba retrocessi in Liga Alef 1956-1957